# Französische Rugby-Union-Meisterschaft 1985/86
Die Saison 1985/86 war die 87. Austragung der französischen Rugby-Union-Meisterschaft (französisch Championnat de France de rugby à XV). Sie umfasste 40 Mannschaften in der ersten Division (heutige Top 14).
Zwar bestand die erste Division wie in den Vorjahren nominell aus zwei Stärkeklassen mit je 40 Mannschaften. Da sich aber keine Mannschaften aus der unteren Stärkeklasse für die Finalphase qualifizieren konnten, ergab sich dadurch faktisch eine Zweiteilung. Die Meisterschaft begann mit der Gruppenphase, bei der in vier Gruppen je zehn Mannschaften gegeneinander antraten. Die Erst- und Zweitplatzierten qualifizierten sich direkt für das Achtelfinale, die Dritt- bis Sechstplatzierten trugen eine Barrage um die Teilnahme an der Finalphase aus und die Zehntplatzierten mussten die zweite Division absteigen. Davon betroffen waren Stade Lavelanétien, der Lombez Samatan Club, die US Marmande und die US Montauban.
Es folgten Achtel-, Viertel- und Halbfinale. Im Endspiel, das am 24. Mai 1986 im Parc des Princes in Paris stattfand, trafen die zwei Halbfinalsieger aufeinander und spielten um den Bouclier de Brennus. Dabei setzte sich Stade Toulousain gegen die SU Agen durch und errang zum neunten Mal den Meistertitel.

## Gruppenphase
|     | Team                | Siege | Unent. | Ndlg. | Spiel- punkte | Diff. | Tabellen- punkte |
| --- | ------------------- | ----- | ------ | ----- | ------------- | ----- | ---------------- |
| 01. | Stade Toulousain    | 14    | 0      | 4     | 401:151       | + 250 | 28               |
| 02. | RC Narbonne         | 11    | 2      | 5     | 425:251       | + 174 | 24               |
| 03. | AS Béziers          | 11    | 1      | 6     | 317:186       | + 131 | 23               |
| 04. | CA Brive            | 9     | 2      | 7     | 335:239       | + 96  | 20               |
| 05. | SC Graulhet         | 10    | 0      | 8     | 290:252       | + 38  | 20               |
| 06. | US Romans           | 8     | 0      | 10    | 204:346       | − 142 | 16               |
| 07. | Stade Montois       | 6     | 3      | 9     | 258:362       | − 104 | 15               |
| 08. | Boucau Stade        | 7     | 0      | 11    | 239:305       | − 66  | 14               |
| 09. | Stade Bagnérais     | 7     | 0      | 11    | 215:361       | − 146 | 14               |
| 10. | Lombez Samatan Club | 3     | 0      | 15    | 206:437       | − 231 | 6                |

|     | Team               | Siege | Unent. | Ndlg. | Spiel- punkte | Diff. | Tabellen- punkte |
| --- | ------------------ | ----- | ------ | ----- | ------------- | ----- | ---------------- |
| 01. | RC Toulon          | 11    | 1      | 6     | 489:204       | + 285 | 23               |
| 02. | Biarritz Olympique | 11    | 1      | 6     | 335:225       | + 110 | 23               |
| 03. | Valence Sportif    | 10    | 1      | 7     | 273:328       | − 55  | 21               |
| 04. | Section Paloise    | 9     | 1      | 8     | 256:282       | − 26  | 19               |
| 05. | Aviron Bayonnais   | 9     | 1      | 8     | 249:296       | − 47  | 19               |
| 06. | FC Oloron          | 8     | 2      | 8     | 202:184       | + 18  | 18               |
| 07. | RC Hyères          | 8     | 0      | 10    | 254:242       | + 12  | 16               |
| 08. | La Voulte Sportif  | 7     | 2      | 9     | 225:305       | − 80  | 16               |
| 09. | Castres Olympique  | 7     | 0      | 11    | 268:359       | − 91  | 14               |
| 10. | Stade Lavelanétien | 5     | 1      | 12    | 200:326       | − 126 | 11               |

|     | Team              | Siege | Unent. | Ndlg. | Spiel- punkte | Diff. | Tabellen- punkte |
| --- | ----------------- | ----- | ------ | ----- | ------------- | ----- | ---------------- |
| 01. | SU Agen           | 17    | 1      | 0     | 448:166       | + 282 | 35               |
| 02. | RC Nîmes          | 11    | 0      | 7     | 261:229       | + 32  | 22               |
| 03. | Stade Aurillacois | 10    | 1      | 7     | 295:232       | + 63  | 21               |
| 04. | FC Lourdes        | 8     | 3      | 7     | 228:224       | + 4   | 19               |
| 05. | SA Hagetmau       | 8     | 0      | 10    | 204:225       | − 21  | 16               |
| 06. | CO Le Creusot     | 7     | 1      | 10    | 212:277       | − 65  | 15               |
| 07. | US Dax            | 7     | 0      | 11    | 284:238       | + 46  | 14               |
| 08. | US Tyrosse        | 7     | 0      | 11    | 191:257       | − 66  | 14               |
| 09. | SC Tulle          | 6     | 2      | 10    | 184:312       | − 128 | 14               |
| 10. | US Montauban      | 4     | 2      | 12    | 187:334       | − 147 | 10               |

|     | Team                  | Siege | Unent. | Ndlg. | Spiel- punkte | Diff. | Tabellen- punkte |
| --- | --------------------- | ----- | ------ | ----- | ------------- | ----- | ---------------- |
| 01. | USA Perpignan         | 13    | 1      | 4     | 343:189       | + 154 | 27               |
| 02. | AS Montferrand        | 12    | 2      | 4     | 284:162       | + 122 | 26               |
| 03. | RRC Nice              | 10    | 0      | 8     | 295:246       | + 49  | 20               |
| 04. | Racing Club de France | 9     | 1      | 8     | 291:200       | + 91  | 19               |
| 05. | Stadoceste Tarbais    | 8     | 2      | 8     | 268:228       | + 40  | 18               |
| 06. | FC Grenoble           | 7     | 1      | 10    | 220:234       | − 14  | 15               |
| 07. | CS Bourgoin-Jallieu   | 7     | 0      | 11    | 237:231       | + 6   | 14               |
| 08. | CA Bègles-Bordeaux    | 7     | 0      | 11    | 176:309       | − 133 | 14               |
| 09. | US Carcassonne        | 6     | 2      | 10    | 136:292       | − 156 | 14               |
| 10. | US Marmande           | 6     | 1      | 11    | 173:330       | − 157 | 13               |

## Barrage
| Datum         | Begegnung                          | Ergebnis |
| ------------- | ---------------------------------- | -------- |
| 16. März 1986 | Aviron Bayonnais – Section Paloise | 06:03    |
| 16. März 1986 | AS Béziers – SA Hagetmau           | 10:06    |
| 16. März 1986 | Racing Club de France – FC Oloron  | 04:03    |
| 16. März 1986 | CA Brive – CO Le Creusot           | 30:06    |
| 16. März 1986 | FC Grenoble – Stade Aurillacois    | 09:06    |
| 16. März 1986 | FC Lourdes – US Romans             | 16:10    |
| 16. März 1986 | RRC Nice – Stadoceste Tarbais      | 15:14    |
| 16. März 1986 | SC Graulhet – Valence Sportif      | 15:04    |

## Finalphase

### Achtelfinale
| Datum                       | Begegnung                             | Hinspiel | Rückspiel | Gesamt |
| --------------------------- | ------------------------------------- | -------- | --------- | ------ |
| 30. März 1986 6. April 1986 | Aviron Bayonnais – SU Agen            | 12:06    | 06:31     | 18:37  |
| 30. März 1986 6. April 1986 | AS Béziers – RC Nîmes                 | 09:03    | 17:12     | 26:15  |
| 30. März 1986 6. April 1986 | Racing Club de France – USA Perpignan | 20:16    | 03:13     | 23:29  |
| 30. März 1986 6. April 1986 | CA Brive – RC Toulon                  | 12:0     | 03:43     | 15:43  |
| 30. März 1986 6. April 1986 | FC Grenoble – Biarritz Olympique      | 09:0     | 09:19     | 18:19  |
| 30. März 1986 6. April 1986 | FC Lourdes – Stade Toulousain         | 09:20    | 03:35     | 12:55  |
| 30. März 1986 6. April 1986 | RRC Nice – AS Montferrand             | 09:06    | 03:06     | 12:12  |
| 30. März 1986 6. April 1986 | SC Graulhet – RC Narbonne             | 15:12    | 09:10     | 24:22  |

### Viertelfinale
| Datum          | Begegnung                             | Ergebnis |
| -------------- | ------------------------------------- | -------- |
| 26. April 1986 | SU Agen – AS Béziers                  | 16:12    |
| 26. April 1986 | USA Perpignan – RC Toulon             | 10:15    |
| 26. April 1986 | Biarritz Olympique – Stade Toulousain | 03:16    |
| 26. April 1986 | AS Montferrand – SC Graulhet          | 12:15    |

### Halbfinale
| Datum        | Begegnung                      | Ergebnis |
| ------------ | ------------------------------ | -------- |
| 10. Mai 1986 | SU Agen – RC Toulon            | 38:18    |
| 10. Mai 1986 | Stade Toulousain – SC Graulhet | 21:12    |

### Finale
| 24. Mai 1986 | Stade Toulousain                                           | 16 : 6        | SU Agen                | Parc des Princes, Paris Zuschauer: 45.145 Schiedsrichter: André Peytavin |
| 24. Mai 1986 | Versuche: Bonneval (1) Straftritte: Gabernet (1) Lopez (3) | (6:3) Bericht | Straftritte: Bérot (2) | Parc des Princes, Paris Zuschauer: 45.145 Schiedsrichter: André Peytavin |

Aufstellungen
Stade Toulousain:

Startaufstellung: Éric Bonneval, Jean-Marie Cadieu, Denis Charvet, Albert Cigagna, Serge Gabernet, Jean-Michel Giraud, Karl Janik, Serge Laïrle, Michel Lopez, Thierry Maset, Guy Novès, Claude Portolan, Gérard Portolan, Jean-Michel Rancoule, Philippe Rougé-Thomas 

Auswechselspieler: Thierry Grolleau, Laurent Husson, Hervé Lecomte, Thierry Palisson, Daniel Santamans, Patrick Soula
SU Agen:

Startaufstellung: Pierre Berbizier, Philippe Bérot, Christian Delage, Bernard Delbreil, Daniel Dubroca, Jean-Louis Dupont, Dominique Erbani, Éric Gleyze, Jacques Gratton, Bernard Lacombe, Bernard Mazzer, Philippe Mothe, Patrick Pujade, Philippe Sella, Jean-Louis Tolot 

Auswechselspieler: Jean-Yves Belleard, Patrice Boué, Michel Capot, Gérald Mayout, Michel Murat, Bruno Tolot